# Droga wojewódzka 221
Die Droga wojewódzka 221 (DW 221) ist eine Woiwodschaftsstraße in Polen in Ost-West-Richtung innerhalb der Woiwodschaft Pommern. Sie verläuft durch die Kaschubische Schweiz und verbindet die Städte Danzig und Kościerzyna (Berent). Auf einer Länge von 45 Kilometern durchquert sie die Powiate Danzig und Kościerzyna und verbindet die Schnellstraße S 6 (Europastraße 28), die  Landesstraßen DK 1 und DK 20 und die  Woiwodschaftsstraßen DW 233, DW 226 und DW 224 untereinander.
Zwischen Nowa Karczma (Neukrug) und Kościerzyna verläuft die DW 221 auf der Trasse der Reichsstraße 144.

## Streckenverlauf
Woiwodschaft Pommern:
Powiat Gdański (Kreis Danzig):
- Gdańsk (Danzig)
  - Gdańsk-Orunia (Ohra) (→ DK 1: Danzig – Cieszyn (Teschen)/Tschechien)
  - Gdańsk-Łostowice (Schönfeld)
- Kowale (Kowall) (→ S 6: Stettin – Pruszcz Gdański (Praust))
- Bąkowo (Bankau)
- Lublewo Gdańskie (Löblau)
- Kolbudy (Kahlbude)

X Polnische Staatsbahn (PKP)-Linie 229: Pruszcz Gdański – Kartuzy (Karthaus) – Lębork (Lauenburg in Pommern) – Łeba (Leba) X
- Jodłowno (Stangenwalde)
- Pomlewo (Pomlau)
- Przywidz (Mariensee)
- Trzepowo (Strippau) (→ DW 233: Mierzeszyn (Meisterswalde) – Trzepowo)

o 1919–1939:  Grenze Freie Stadt Danzig/Polen (Polnischer Korridor) o
Powiat Kościerski (Kreis Berent):
- Szumleś Królewski (Adelig Schönfließ)
- Horniki (Hornikau) (→ DW 226: Przejazdowo (Quadendorf) – Pruszcz Gdański (Praust) – Mierzeszyn (Meisterswalde) – Horniki)
- Nowa Karczma (Neukrug) (→ DW 224: Wejherowo (Neustadt in Westpreußen) – Kartuzy (Karthaus) – Tczew (Dirschau))
- Lubań (Lubahn)
- Mały Klincz (Klein Klinsch)
- Kościerzyna (Berent) (→ DK 20: Stargard (Stargard in Pommern) – Gdynia (Gdingen))